# كاني كيسلان
كاني كيسلان هي قرية في مقاطعة بيرانشهر، إيران. يقدر عدد سكانها بـ 39 نسمة بحسب إحصاء 2016.